# Radek Šírl
Radek Šírl (Rudná, 20 de março de 1981) é um ex-futebolista da República Tcheca que atuava como meia-esquerda ou lateral-esquerdo.

## Carreira em clubes
Nas categorias de base, jogou por TJ Rudná, no Admira/Slavoj e Bohemians 1905, se profissionalizando em 2000 no AFK Semice.
Em nível profissional, voltaria ao Bohemians ainda em 2000 e chamou a atenção do Sparta, que o contrataria em 2001. Šírl jogou apenas uma vez pela equipe antes de voltar novamente ao Bohemians no mesmo ano.
Seu auge na carreira foi no Zenit da Rússia, onde atuou por 8 temporadas (131 partidas e 6 gols entre 2003 e 2010) e conquistou 6 títulos. 3 dias após o término de seu contrato com o clube de São Petersburgo, Regressaria ao seu país em 2010 para jogar no Mladá Boleslav, pelo qual ainda jogaria 12 vezes na temporada 2012-13, por empréstimo do Viktoria Plzeň, não disputando nenhuma partida oficial com a camisa rubro-azul. Aposentou-se do futebol profissional em 2016, aos 34 anos, voltando aos gramados pouco depois, agora para defender o FK Zbuzany 1953, time que disputa um campeonato regional (Liga da Boêmia Central - Divisão A). Em outubro de 2017, quando atuava pelo Sokol Nespeky (também da Liga da Boêmia Central), insultou o árbitro da partida contra o SK Vysoké Mýto e foi banido do futebol por 2 anos.

## Seleção Tcheca
Tendo integrado a equipe que disputou o Mundial Sub-20 na Argentina, realizado em 2001, Šírl não foi lembrado pelo técnico Karel Brückner para a Copa de 2006, fazendo sua estreia pela Seleção Tcheca em novembro do mesmo ano, em um amistoso contra a Dinamarca (empate em 1 a 1).
Uma lesão o impediu de jogar a Eurocopa de 2008, sediada em conjunto por Áustria e Suíça. Deixou de ser convocado em 2009, após 8 partidas disputadas.

## Ligações Externas
- Profile Oficial